# Technisch Heilig-Hartinstituut (Tessenderlo)
Het Technisch Heilig-Hartinstituut, ook wel THHI genoemd, is een katholieke school voor secundair onderwijs in de Belgische gemeente Tessenderlo.

## Geschiedenis
De school werd gesticht door de Broeders van Liefde. Ze ontstond in 1889 als een landbouwschool. Het werd in 1924 een vakschool, aanvankelijk met één werkplaats. Door een dodelijke ontploffing in de nabijgelegen fabriek van Tessenderlo Chemie in 1942 raakte de school zwaar vernield. Men nam in 1949 nieuwe werkplaatsen in gebruiken.
De school omvat een middenschool en verder technisch secundair onderwijs en beroepssecundair onderwijs. Behalve de traditionele studierichtingen in het domein elektriciteit, mechanica e.d. biedt het THHI opleidingen in de grafische sector aan. Aangezien deze eerder zeldzaam zijn in het Vlaamse secundair onderwijs, is de school ook buiten de directe omgeving bekend.
Verder biedt de school nog opleidingen aan in het deeltijds beroepssecundair onderwijs en het volwassenenonderwijs.
In 2021 fusioneerde THHI samen met Pius X Middenschool en Pius X College tot Campus MAX en biedt de volledige school nu een bijzonder breed scala aan opleidingen.